# 森川美和
森川 美和（もりかわ みわ、1999年7月22日 - ）は、日本の女子レスリング選手。静岡県出身。階級は68kg級。身長164cm。

## 来歴
沼津クラブでレスリングを始めた。中学3年の時に全国中学生選手権の57kg級とクリッパン女子国際大会カデットの部60kg級で優勝した。安部学院高校へ進むと、1年の時にはアジアカデット選手権とインターハイの65kg級で優勝した。2年の時にはジュニアクイーンズカップカデットの部とJOC杯カデットの部で優勝すると、インターハイで2連覇した。全日本選抜選手権と全日本選手権の69kg級と世界カデット選手権65kg級ではそれぞれ2位になった。3年の時には入江くみ、奥野春菜に続いて史上3人目のインターハイ3連覇を達成した。ワールドカップでも2度続けて優勝するが、全日本選手権は2位だった。日体大へ進学すると、1年の時にはジュニアクイーンズカップジュニアの部とJOC杯ジュニアの部68kg級で優勝した。さらに、全日本学生選手権でも優勝するが、U-23世界選手権では決勝でキューバの選手に敗れて2位だった。2年の時には世界ジュニア65㎏級で優勝を飾った。全日本選手権の68㎏級では準決勝でリオデジャネイロオリンピック金メダリストの土性沙羅を破るなどして優勝した。そのため、東京オリンピック出場をかけて土性とプレーオフを行うことになった。2020年3月のプレーオフでは土性に1－3で敗れて、東京オリンピック代表にはなれなかった。3年の時には全日本レスリング選手権大会65㎏級で優勝した。4年の時には全日本選抜選手権で優勝した。世界選手権では決勝でモルドバの選手に6－8で敗れて2位だった。全日本レスリング選手権大会では優勝した。2022年からは綜合警備保障の所属となった。アジア選手権では優勝した。全日本選抜選手権では2連覇した。世界選手権の65㎏級では決勝で中国の選手を2－0で破って優勝した。U-23世界選手権でも優勝を飾った。全日本選手権にはオリンピック階級である68㎏級に出場するも、決勝で世界選手権2位の石井亜海に敗れて2位だった。2023年6月の全日本選抜選手権では予選で62㎏級オリンピックチャンピオンの川井友香子に敗れるも、決勝で川井を3－0で破って優勝した。7月の世界選手権68㎏級代表決定プレーオフでは石井に1－2で敗れた。続いて非オリンピック階級である世界選手権72㎏級代表決定プレーオフでは優勝した。世界選手権では準々決勝でアメリカの選手に敗れるも、その後の敗者復活戦を勝ち上がって3位になった。12月の全日本選手権では女子で唯一オリンピック代表が決まっていない68㎏級に出場するも、決勝で65㎏級世界チャンピオンである慶応大学3年の尾﨑野乃香に0－7で敗れて2位にとどまり、オリンピック代表はならなかった。2024年の全日本選抜選手権では65㎏級で優勝した。世界選手権では3位だった。

## 主な戦績
- 2013年 -　JOC杯カデットの部　2位（52kg級）
- 2014年 -　ジュニアクイーンズカップ 中学生の部　2位（57kg級）
- 2014年 -　全国中学生選手権　優勝（57kg級）
- 2014年 -　全日本女子オープン選手権（中学生の部）　優勝（62kg級）
- 2015年 -　クリッパン女子国際大会　カデットの部　優勝（60kg級）

65kg級での戦績
- 2015年 -　ジュニアクイーンズカップ カデットの部　2位
- 2015年 -　JOC杯カデットの部　2位
- 2015年 -　アジアカデット選手権　優勝
- 2015年 -　インターハイ　優勝
- 2015年 -　全日本女子オープン選手権（高校生の部）　優勝
- 2015年 -　全日本選手権　3位（69kg級）
- 2016年 -　クリッパン女子国際大会　カデットの部　3位
- 2016年 -　ジュニアクイーンズカップ カデットの部　優勝
- 2016年 -　JOC杯カデットの部　優勝
- 2016年 -　全日本選抜選手権　2位（69kg級）
- 2016年 -　インターハイ　優勝
- 2016年 -　世界カデット選手権　2位
- 2016年 -　全日本女子オープン選手権（高校生の部）優勝
- 2016年 -　全日本選手権　2位（69kg級）
- 2017年 -　ジュニアクイーンズカップ ジュニアの部　優勝（67kg級）
- 2017年 -　JOC杯ジュニアの部　2位（67kg級）
- 2017年 -　全日本選抜選手権　2位（69kg級）
- 2017年 -　インターハイ　優勝
- 2017年 -　全日本女子オープン選手権（シニアの部）優勝
- 2017年 -　ワールドカップ　優勝（69kg級）
- 2017年 -　全日本選手権　2位
- 2018年 -　クリッパン女子国際大会　2位

68kg級での戦績
- 2018年 -　ワールドカップ　優勝
- 2018年 -　ジュニアクイーンズカップ ジュニアの部　優勝
- 2018年 -　JOC杯ジュニアの部　優勝
- 2018年 -　全日本選抜選手権　3位
- 2018年 -　全日本学生選手権　優勝
- 2018年 -　全日本女子オープン選手権（シニアの部）優勝
- 2018年 -　U-23世界選手権　2位
- 2019年 -　世界ジュニア　優勝（65kg級）
- 2019年 -　全日本選手権　優勝

65kg級での戦績
- 2020年 -　全日本選手権　優勝
- 2021年 -  全日本選抜選手権　優勝
- 2021年 -　世界選手権　2位
- 2021年 -　全日本選手権　優勝
- 2022年 -　アジア選手権　優勝
- 2022年 -　全日本選抜選手権 優勝
- 2022年 - 世界選手権　優勝
- 2022年 - U-23世界選手権　優勝

68kg級での戦績
- 2022年 -　全日本選手権　2位
- 2023年 -  全日本選抜選手権　優勝
- 2023年 - 世界選手権　3位(72㎏級)
- 2023年 -　全日本選手権　2位

65kg級での戦績
- 2024年 -  全日本選抜選手権　優勝
- 2024年 - 世界選手権　3位
- 2024年 -　全日本選手権　優勝
- 2025年 -　アジア選手権　優勝

（出典）